# 圖克托山 (卡納斯-瓊比維卡)
14°23′30″S 71°33′15″W / 14.39167°S 71.55417°W
圖克托山（Tuqtu），是秘魯的山峰，位於該國南部庫斯科大區的卡納斯省和瓊比維卡省，屬於安第斯山脈的一部分，該山峰海拔高度4,400米。